# Pseudophilautus kani
Pseudophilautus kani es una especie de anfibio anuro de la familia Rhacophoridae.

## Distribución geográfica
Esta especie es endémica de los ghats occidentales en la India. Se encuentra en Kerala y Tamil Nadu.

## Etimología
Esta especie lleva el nombre en honor a Kanis.

## Publicación original
- Biju & Bossuyt, 2009: Systematics and phylogeny of Philautus Gistel, 1848 (Anura, Rhacophoridae) in the Western Ghats of India, with descriptions of 12 new species. Zoological Journal of the Linnean Society, vol. 155, p. 374-444.[4]